# Josh Singer
Pour les articles homonymes, voir Singer.
Josh Singer, né à Philadelphie (États-Unis) en 1972, est un scénariste et producteur américain, tant pour le cinéma que pour la télévision.

## Biographie
Josh Singer est diplômé de l'université Yale et de la faculté de droit de Harvard.
Il a écrit et produit plusieurs épisodes de The West Wing, New York, unité spéciale, Lie to Me, et de la série de science-fiction de la Fox, Fringe.

### Vie privée
Josh Singer a comme conjoint la nouvelliste Laura Dave.

## Filmographie partielle

### Comme scénariste
- 2003 : À la Maison-Blanche (The West Wing) (série télévisée)
- 2007 : Raines (série télévisée)
- 2007 : New York, unité spéciale  (Law & Order: Special Victims Unit) (série télévisée)
- 2009 : Lie to Me (série télévisée)
- 2009-2011 : Fringe (série télévisée, 9 épisodes)
- 2013 : Le Cinquième Pouvoir (The Fifth Estate) de Bill Condon
- 2015 : Spotlight de Tom McCarthy
- 2017 : Pentagon Papers (The Post) de Steven Spielberg
- 2018 : First Man : Le Premier Homme sur la Lune (First Man) de Damien Chazelle

## Distinctions

### Récompenses
- BAFA 2016 : meilleur scénario original pour Spotlight
- Oscars 2016 : meilleur scénario original pour Spotlight

### Nomination
- Oscars 2024 : Meilleur scénario original pour Maestro